# 73640 Biermann
73640 Biermann este un asteroid din centura principală, descoperit pe 5 septembrie 1977, de Hans-Emil Schuster.